# رادو تشوبانو
رادو تشوبانو (بالرومانية: Radu Ciobanu)‏ هو لاعب كرة قدم روماني في مركز الدفاع، ولد في 1 سبتمبر 1975 في باكاو في رومانيا. لعب مع بوليتنيكا ياشي.

## وصلات خارجية
- رادو تشوبانو على موقع قاعدة بيانات كرة القدم.إي يو (الإنجليزية)
- رادو تشوبانو على موقع Soccerway.com (الإنجليزية)